# Ratio legis
Ratio legis (latin för 'lagens orsak/tanke') är en juridisk term som innebär att man tolkar efter lagens ändamål Källor till lagtolkningen kan vara lagens förarbeten. Även om termen är latinsk, förekommer den i flera kulturområden som ägnar sig åt lagtolkning.
Ratio legis, som alltså är en teleologisk tolkningsprincip, grundar vanligen sina argument på analogier. Det har betydelse när domare fattar beslut i rättsmål, och när domar ska motiveras för allmänheten. Ratio legis innebär med andra ord att härleda en rättstolkning dels från lagtexten, dels från källor som anger lagstiftarens vilja med lagtexten. En följd av att praktisera ratio legis är att man ser lagen som överskridande lagtexten; gentemot lagtexten är lagen transcendent, och själva lagen är bortanför lagtexten. Tolkningsprincipen, som är förknippad med traditionella upplysningsfilosofer som Samuel Pufendorf, Hugo Grotius, och William Blackstone, står i kontrast till modernitetens rättfilosofiska program, som i stället tenderar att frånkänna normer någon relevans i lagtolkningsprocessen. Förespråkare för ratio legis menar att principen är nödvändig för att värna rättvisan mot lagvrängare som tolkar lagtexters ord efter egen vilja. Med ratio legis försöker lagtolkaren finna en norm som grund för tolkningen, en norm som sällan är uttryckt i någon av de texter som anförs.
Det är ett välkänt problem att anföra ratio legis vid en lagtolkning, bland annat eftersom även andra rättsprinciper är rättfärdiga, exempelvis att domar ska tjäna samhällets bästa (pro bono publico). Tolkningsprocessen är dessutom svår, och lätt att angripa, eftersom dess slutsatser ofta bygger på underförstådda premisser. Det brukas därför som regel endast som sista utväg i rättsskipning eller vid ratio decidendi (orsaksförklaringen till beslutet).
Ratio legis började hävdas för domslut under medeltiden i europeiska länder med parlament som stod under inflytande av romersk rätt och skolastik. Det hävdades då som rättsprincip mot folkliga sedvänjor och mot common law. Syftet tycks ha varit att skapa en rättslig logik, för att hantera rättsliga felslut och godtycke. Delvis hänger principen därför samman med naturrätten.